# دهه ۱۸۱۰ (میلادی)
دهه ۱۸۱۰ (میلادی) صد و هشتاد و یکمین دهه تقویم میلادی است.

## درگذشتگان
‎